# Конрад фон Васербург
Конрад фон Васербург (на немски: Konrad, Graf von Wasserburg; † 28 януари/29 януари 1259, замък Офенбург, Щирия) е граф на Васербург, халфграф (на солница) 1217 г. фогт на Рот ам Ин.

## Произход и наследство
Той е син на халфграф Дитрих III фон Васербург († сл.1205/ок. 25 януари 1206) и съпругата му Хайлика I фон Вителсбах († ок. 9 октомври 1200), дъщеря на баварския херцог Ото I фон Вителсбах († 11 юли 1183) и графиня Агнес фон Лоон († 26 март 1191). Брат е на Матилда († сл. 1237), омъжена 1209 г. за маркграф Диполд VII фон Хоенбург († 26 декември 1225), Хедвиг († 1228), омъжена за Хайнрих фон Ваксенберг-Гризбах († 6 октомври 1221), на Ото, който умира млад, и на Аделхайд († сл. 1227), омъжена за Гебхард фон Тьолц.
Конрад фон Васербург умира на 28/29 януари 1259 г. в Офенбург при Юденбург в Щирия и е погребан в манастир Баумбург на Алц. Фамилията фон Васербург изчезва (ultimus familiae). Наследството отива чрез наследствен договор на баварския херцог Ото II Светлейши Вителсбах.

## Фамилия
Конрад фон Васербург се жени пр. 17 август 1223 г. за графиня Кунигунда фон Хиршберг († сл. 2 февруари 1249), вдовица на граф Бертхолд III фон Боген (* ок. 1190; † 12 август 1218, убит в Петия кръстоносен поход), син на граф Адалберт III фон Боген и Людмила Бохемска. Кунигунда фон Хиршберг е дъщеря на граф Гебхард II фон Хиршберг († сл. 1232) и Агнес фон Труендинген († сл. 1232). Бракът е бездетен.